# باتريك لين
باتريك لين (بالفرنسية: Patrick Lane)‏ (و. 1939  م) هو شاعر، وناقد أدبي كندي، ولد في نيلسون، كولومبيا البريطانية.